# Beraea morettii
Beraea morettii är en nattsländeart som beskrevs av Malicky 1981. Beraea morettii ingår i släktet Beraea och familjen sandrörsnattsländor. Inga underarter finns listade i Catalogue of Life.